# Peyrolles-en-Provence
Peyrolles-en-Provence é uma comuna francesa na região administrativa da Provença-Alpes-Costa Azul, no departamento de Bouches-du-Rhône. Estende-se por uma área de 34,9 km². Em 2010 a comuna tinha 5 214 habitantes (densidade: 149,4 hab./km²).